# Massiccio del Luberon
Il Massiccio del Luberon (in occitano: Leberon secondo la norma classica o Leberoun secondo la norma mistraliana) è un massiccio montuoso francese non molto alto che si estende da est a ovest tra i dipartimenti delle Alpi dell'Alta Provenza e del Vaucluse.

## Classificazione
Secondo la Partizione delle Alpi del 1926 il massiccio apparteneva alle Prealpi del Delfinato.
Secondo la SOIUSA il massiccio è un supergruppo alpino ed ha la seguente classificazione:
- Grande parte = Alpi Occidentali
- Grande settore = Alpi Sud-occidentali
- Sezione = Alpi e Prealpi di Provenza
- Sottosezione = Prealpi di Vaucluse
- Supergruppo = Massiccio del Luberon
- Codice = I/A-3.IV-B

## Geografia

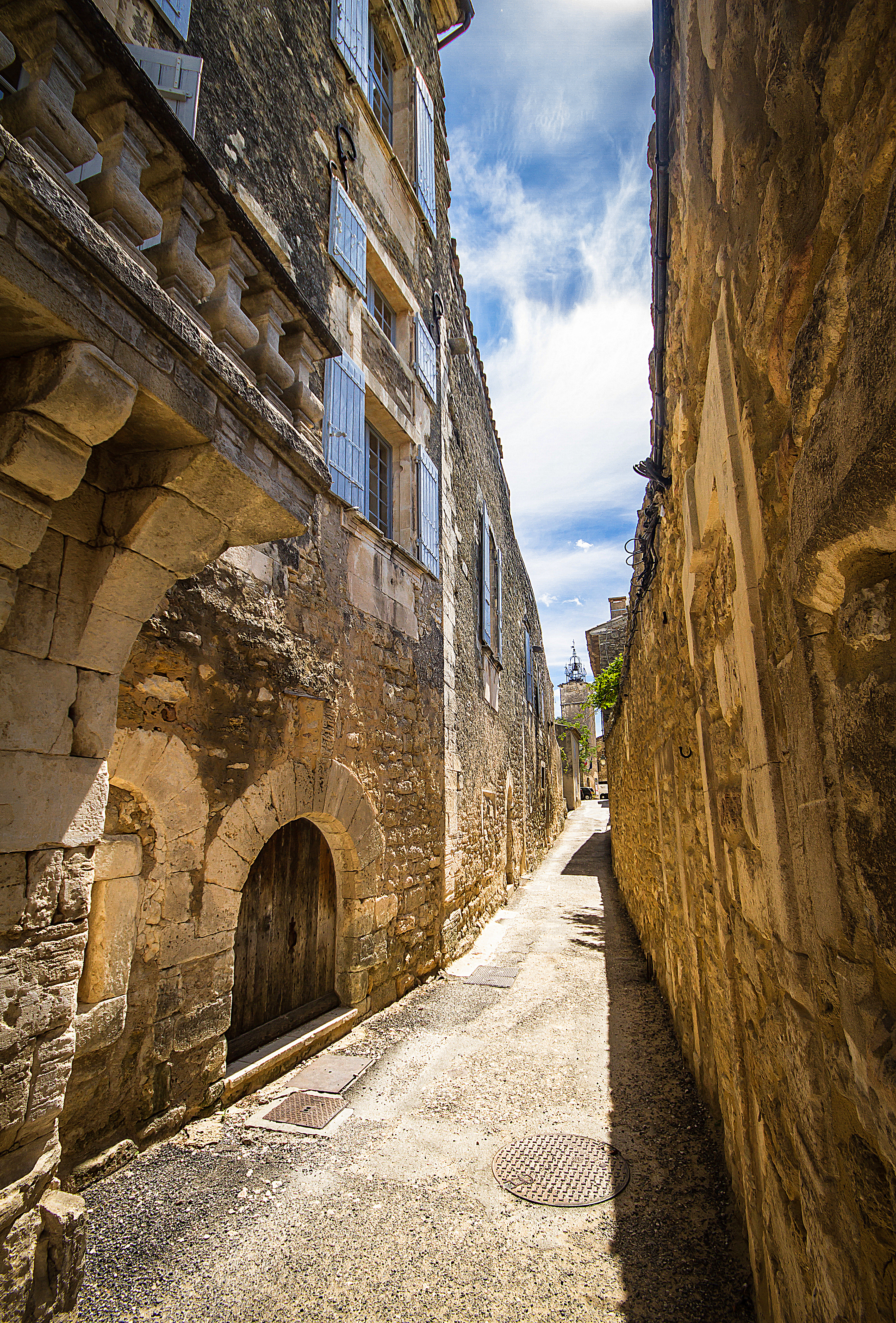
Uno scorcio di Ménerbes.

Il massiccio del Luberon è delimitato:
- A nord, dalla sotto-prefettura del Vaucluse, Apt, e la valle del Calavon che lo separa dal massiccio dai Monti di Vaucluse.
- A est dalla città di Manosque.
- A sud, dalla Durance che costeggia tutto il massiccio da est a ovest partendo da Manosque, scendendo sino a Pertuis e risalendo sino a Cavaillon.
- A ovest dalla città di Cavaillon.

Il punto più alto della montagna del Luberon è il Mourre Nègre nel grande Luberon, cima arrotondata che si eleva a 1125 metri.

## Suddivisione
Secondo la SOIUSA il massiccio si suddivide in un gruppo e due sottogruppi:
- Catena del Luberon (B.5)
  - Cresta del Grand Garbeyron (B.5.a)
  - Montagna del Luberon (B.5.b)
    - Grand Luberon (B.5.b/a)
    - Petit Luberon (B.5.b/b)

## Le montagne

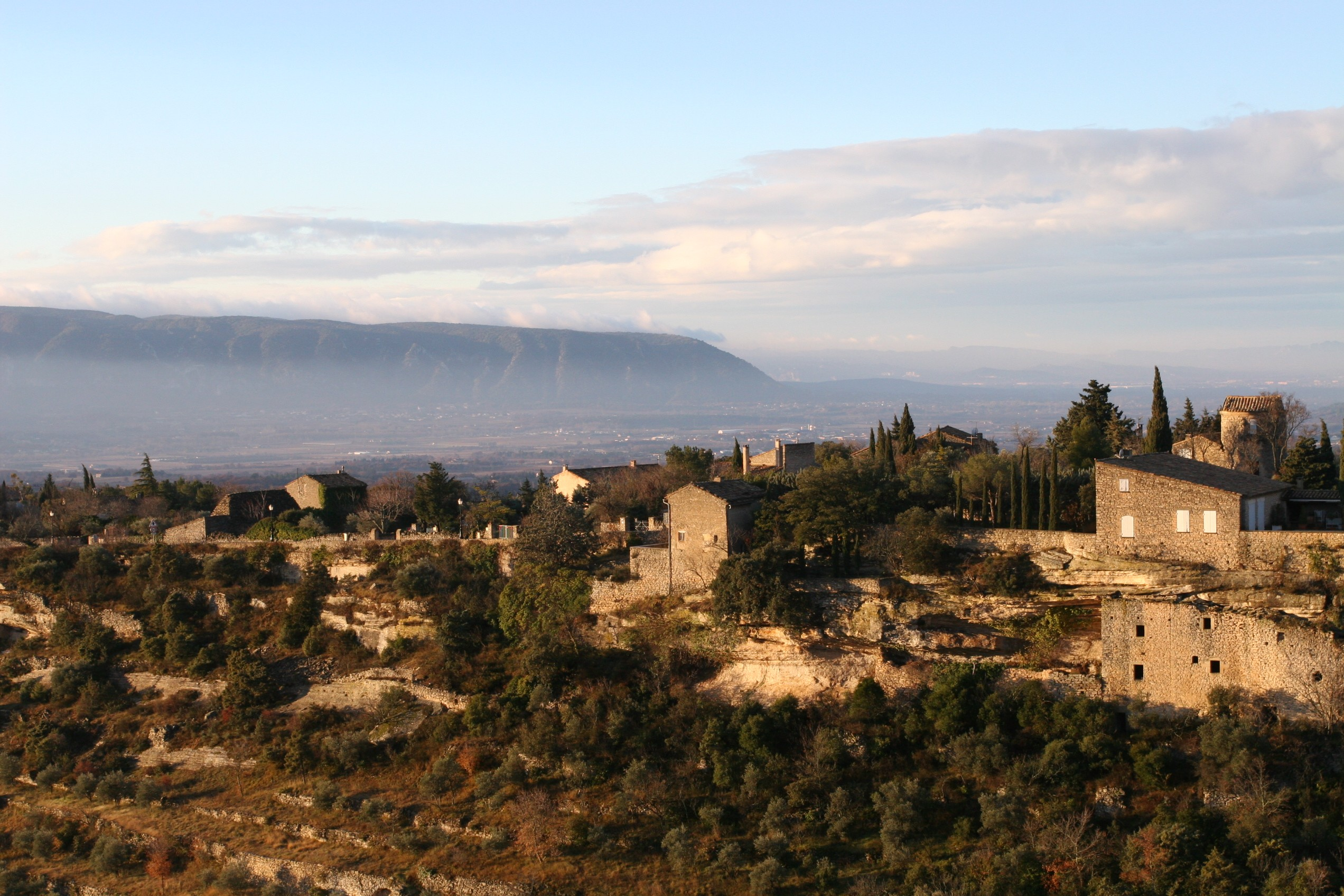
Il piccolo Luberon

Questo massiccio comprende tre montagne:
- Luberon orientale: si trova all'estremità est del massiccio, molto vicino a Manosque
- Grande Luberon: si trova nel triangolo Apt, Lourmarin, Manosque ad est della comba di Lourmarin. Qui il massiccio culmina con il Mourre Nègre (1125 m).
- Piccolo Luberon: si trova nel triangolo Cavaillon, Apt, Lourmarin.

Tra le tre montagne si inseriscono due vie di comunicazione nord-sud: la D907 poi la D956 da una parte, e la D943 dall'altra parte. Quest'ultima collega Lourmarin a Bonnieux e Apt attraverso la comba di Lourmarin.

## Flora e fauna
La grande ricchezza di flora e di fauna della regione classifica questo territorio tra i siti d'interesse nazionale ed europeo. Si possono contare circa 1500 specie di vegetali (circa il 30% della flora francese) e circa 2300 lepidotteri (il 40% delle specie che vivono in Francia); 135 per gli uccelli (50% dell'avifauna francese).
Il Luberon presenta una grande varietà biologica: a mezza strada tra Alpi ed il Mar Mediterraneo, vi si trova un miscuglio di caratteri alpini e mediterranei. D'altra parte il suo orientamento est-ovest porta a una grande differenza di soleggiamento tra i versanti nord e sud.
Inoltre la comba di Lourmarin e la valle dell'Aiguebrun corrispondono anche a dei biotopi diversi.